# Педагогічна діагностика
Педагогі́чна діагно́стика — це підрозділ педагогіки, що вивчає принципи і методи розпізнавання та встановлення ознак, що характеризують нормальний (або з відхилом від норм) перебіг педагогічного процесу та розглядає процедури встановлення діагнозу.
Саме поняття «педагогічна діагностика» було запропоноване німецьким дослідником Карлгайнцом Інґенкампом у 1968 році в рамках одного з наукових проектів. 

## Основні визначення і поняття
Педагогічне діагностування — це вид діяльності, мета якої полягає у встановленні і вивченні ознак, що характеризують стан і результати процесу навчання, і що дає змогу на цій основі прогнозувати можливі відхилення, визначати шляхи їх попередження, а також коригувати процес навчання з метою підвищення якості його результату.
У поняття «діагностування» вкладається ширший і глибший зміст, ніж у поняття «перевірка знань, умінь і навичок» учнів. Останнє тільки констатує результати, не пояснюючи їх походження. У той час як діагностування включає контроль, перевірку, оцінювання, накопичення статистичних даних, їх аналіз, розглядає результати з урахуванням способів їх досягнення, виявляє тенденції, динаміку дидактичного процесу.
Педагогічний діагноз — це опис об'єкта (особистості, групи) та педагогічної ситуації на основі різнобічного їх вивчення, що є основою для прийняття конкретного рішення та розробки ефективних навчально-виховних дій та операцій.

## Предмет, мета і завдання педагогічної діагностики
За своїми завданнями, цілями та сферою застосування педагогічна діагностика самостійна, але багато в чому вона запозичила свої методи у психологічної діагностики. І стверджувати, що педагогічна діагностика є сформованою науковою дисципліною, передчасно.
Предметом педагогічної діагностики є ознаки та індикатори компонентів педагогічних (навчальних) процесів, симптоми індивідуально-педагогічних особливостей особистості, групи.
Мета педагогічної діагностики: розробка методів всебічного вивчення ознак, симптомів педагогічного процесу та забезпечення валідності, надійності та достовірності їхніх результатів.
Завдання педагогічної діагностики  — розробка методів розпізнавання стану особистості (або групи) шляхом фіксації його найважливіших (визначальних) параметрів та зіставлення виявлених параметрів із законами і тенденціями педагогіки для прогнозу поведінки досліджуваного об'єкта, прийняття рішення про вплив на його поведінку в наміченому напрямі.
Педагогічна діагностика стосується до різних розділів навчально-виховного процесу: до вивчення особистості індивіда, групи і колективу людей, навчальної та виховної діяльності, до системи управління освітою. Її застосовують у всіх типах дошкільних та позашкільних установ і навчальних закладів.